# Blogger
Blogger là những người chuyên viết nhật ký mạng (blog) và có ít nhất một trang nhật ký mạng đang hoạt động. Tác phẩm của blogger là các entry.
Các blogger được xem là những công dân điện tử của một xã hội điện tử.

## Hoạt động của một blogger
Blogger không có tiêu chuẩn rõ ràng song có một số đặc điểm về hoạt động như sau:
- Các blogger phải là người biết viết theo cách sáng tạo, không chỉ sao chép.
- Biết sử dụng các công cụ và dịch vụ mạng hỗ trợ cho hoạt động của mình.
- Biết và thường giao tiếp với các cư dân mạng khác qua các phương tiện mạng.[1]
- Thường xuyên đọc blog (blogging).

## Người viết blog
Cũng giống như mọi thời khác, sự hạn chế các phương tiện truyền thông và thông tin trên các phương tiện truyền thông chính thống đã làm nở rộ các loại hình truyền thông phi chính thống, trong đó có blog. Nhiều người đã trở thành blogger như một cách để đưa mọi thông tin không đưa chính thức được.
Nhiều blogger có trong tay trên dưới 10 blog.
Nhiều công ty và cá nhân cũng lựa chọn trở thành blogger để quảng bá cho bản thân mình.

## Nhiều tác phẩm có giá trị từ các blogger
Do sự ra đời của các trang nhật ký mạng, nhiều người đã trở thành các tác giả sản sinh ra các tác phẩm có giá trị. Tuy nhiên, sản phẩm của nền văn học phi chính thống này chưa một lần được nhìn nhận và công nhận.
Thay vì được nhìn nhận, ghi nhận, các tác phẩm hay của blogger được lưu truyền trên mạng với tốc độ chóng mặt. Có những entry được sao chép hàng triệu lần. Một số blog của blogger hàng đầu Việt Nam đã có trên 10 triệu lượt xem (page views) chỉ sau hơn 1 năm. Các blogger đắt giá nhất thế giới sở hữu các trang blog có hàng trăm triệu page views.

## Chính danh và ẩn danh
Khá nhiều blogger đã công khai hình ảnh, danh tính của mình theo kiểu chính danh, song không ít người lại chọn cách ẩn danh khi hoạt động. Đại đa số các trang blog có đề cập đến các vấn đề nhạy cảm, các blogger đều ẩn danh.
Ẩn danh, về cơ bản đã trở thành một đặc tính của phong trào blog.
Sự nở rộ của phong trào blog cũng làm nảy sinh tranh cãi về tính pháp lý và các ranh giới của blog. Blog không được thừa nhận là báo chí và có cơ chế phát triển khá tự do.

## Blogger tại Việt Nam
Hiện thời có một tập hợp các blogger ở nhiều tỉnh thành trong cả nước, từ Hà Nội, Đà Nẵng đến Sài Gòn và cả blogger người Việt ở nước ngoài, mang tên là Mạng Lưới Blogger Việt Nam. Vào ngày 10/12/2013, nhân Ngày Quốc tế Nhân quyền, họ đã tổ chức buổi ra mắt ở Hà Nội và Sài Gòn. Mục đích chính của tập hợp này là để ‘góp phần phát huy nhân quyền, tranh đấu cho tự do’.

### Danh sách blogger bị bắt.
Thời gian gần đây đã có một số người bị cơ quan điều tra bắt, khởi tố theo điều 258 của Bộ luật hình sự năm 1999, sửa đổi, bổ sung năm 2009. Việt Nam đã sử dụng điều luật 258 để bắt giam một số blogger hoạt động cho nhân quyền và dân chủ trong tháng 5 và tháng 6 năm 2013. Họ bao gồm: 
- Blogger Cô gái Đồ Long, tức nhà báo Lê Nguyễn Hương Trà, đã bị bắt ngày 23/10/2010 theo điều 258 này, được thả sau 3 tháng biệt giam.[7]
- Trương Duy Nhất, nhà báo, chủ của blog cá nhân "Một góc nhìn khác"[8], bị bắt 26/5/2013, bị xử 2 năm tù[9]
- Phạm Viết Đào, Nhà văn, blogger, bị bắt 13/6/2013, bị xử 15 tháng tù, thả ngày 13/9/2014[10]
- Đinh Nhật Uy là người sử dụng Facebook đầu tiên bị bắt ở Việt Nam vào ngày 15 tháng 6 năm 2013 vì đã "sử dụng máy vi tính kết nối mạng Internet để thực hiện 58 lượt đăng tin trên trang Facebook cá nhân... Các tin đăng này có chứa nội dung hướng đến việc xâm hại các cơ quan Nhà nước, tổ chức và công dân...", sau đó bị xử án treo 1 năm 3 tháng tù. Đinh Nguyên Kha, em ruột của Đinh Nhật Uy, vừa được tòa phúc thầm Long An giảm án từ 8 năm xuống 4 năm tù giam vì tội Tuyên truyền chống Nhà nước XHCN theo Điều 88 Bộ Luật Hình sự.[11]
- Anh Ba Sàm Nguyễn Hữu Vinh và người cộng sự Nguyễn Thị Minh Thúy bị bắt ngày 05/5/2014.
- Giáo sư Hồng Lê Thọ (Người Lót Gạch) với lý do "đăng tải các bài viết trên mạng Internet có nội dung xấu, thông tin sai lệch làm giảm uy tín, mất lòng tin trong nhân dân với cơ quan Nhà nước, tổ chức xã hội, công dân, quy định tại điều 258 - BLHS nước Cộng hòa xã hội chủ nghĩa Việt Nam."[12][13]
- Nhà văn Nguyễn Quang Lập ngày 6/12/2014 với lý do "bắt quả tang đang tải bài vở đăng những nội dung được cho là xuyên tạc, chống nhà nước.”[14]